# Stenoporpia campa
Stenoporpia campa är en fjärilsart som beskrevs av Frederick H. Rindge 1968. Stenoporpia campa ingår i släktet Stenoporpia och familjen mätare. Inga underarter finns listade i Catalogue of Life.